# ZRam
Ne doit pas être confondu avec Z-RAM.
zRAM, appelé auparavant compcache (qui fut le projet d'origine), est un module du noyau Linux qui augmente la performance d'un ordinateur en gérant une mémoire virtuelle dans la mémoire vive.
zRAM permet de compresser la mémoire vive. La compression / décompression de la mémoire vive prenant moins de temps que l'utilisation du disque dur sous forme de mémoire virtuelle (en anglais dite le "swap disk"), cela permet d'augmenter la réactivité d'un système Linux (ordinateur, netbook, smartphone, ...),.

## Utilisations
- Google utilise zRAM dans Chrome OS et Android 4.4[4],[5].
- Les distributions Linux possèdent l'option depuis le Noyau Linux (Kernel) 2.6.37 [6].
- Ubuntu envisage l'utilisation de zRAM par défaut sur certains ordinateurs[7].
- Lubuntu utilise zRAM depuis la version 13.10[8].
- Fedora utilise zRAM depuis la version 33[9].
- La distribution HandyLinux utilise zRAM par défaut depuis la première version.